# Travis Brigley
Travis Brigley (* 16. Juni 1977 in Coronation, Alberta) ist ein ehemaliger kanadischer Eishockeyspieler, der zuletzt bis Sommer 2013 für die Bentley Generals in der kanadischen Amateurliga Chinook Hockey League gespielt hat.

## Karriere
Brigley begann seine Karriere 1993 bei den Lethbridge Hurricanes in der kanadischen Juniorenliga Western Hockey League. Nachdem er bereits in seiner zweiten Saison gute Leistungen zeigen konnte, steigerte sich der Flügelstürmer in der Saison 1995/96 und gehörte mit 77 Scorerpunkten aus 69 Spielen zu den wichtigsten Spielern im Team. Daraufhin wurden einige NHL-Scouts auf ihn aufmerksam, sodass Brigley während des NHL Entry Draft 1996 in der zweiten Runde an insgesamt 39. Position von den Calgary Flames ausgewählt wurde. Der Kanadier spielte noch ein Jahr in der WHL und wechselte zur Spielzeit 1997/98 zu den Calgary Flames, die ihn überwiegend bei ihrem Farmteam, den Saint John Flames, einsetzten. Insgesamt absolvierte der Angreifer zwei NHL-Spiele, in denen er keinen Scorerpunkt erzielen konnte.
Es folgten mehrere Vereinswechsel, ehe Travis Brigley im Jahre 2003 als Free Agent einen Vertrag bei den Colorado Avalanche unterschrieb. Dort spielte der Stürmer jedoch nur eine Saison und schloss sich anschließend auf Grund des NHL Lockouts 2004 zu Vålerenga Ishockey aus der norwegischen GET-ligaen an. In 21 Spielen konnte der Kanadier 19 Scorerpunkte für den norwegischen Rekordmeister erzielen. Weitere Karrierestationen waren die New York Islanders und die Edmonton Oilers, die den damals 28-jährigen allerdings nur in ihren Farmteams einsetzten.
Nachdem ein erneutes Engagement in der NHL unwahrscheinlich geworden war, wechselte der Linksschütze zur Spielzeit 2006/07 in die Deutsche Eishockey Liga zu den Augsburger Panthern. Dort entwickelte sich der Angreifer zu einem der Leistungsträger und absolvierte in zwei Jahren 103 Spiele für die Panther, in denen er 89 Scorerpunkte erzielen konnte. Im Sommer 2008 unterschrieb Travis Brigley einen Vertrag beim Ligakonkurrenten Hamburg Freezers, für den er in der Saison 2008/09 aufs Eis ging. Danach wechselte er zum HDD Olimpija Ljubljana in die Österreichische Eishockey-Liga. Kurz vor Weihnachten verließ der Kanadier, der zu diesem Zeitpunkt hinter seinem Landsmann Frank Banham auf dem zweiten Platz der teaminternen Scorerwertung lag, das Team aus persönlichen Gründen und kehrte nach Nordamerika zurück. Dort spielte er ab 2010 für die Bentley Generals in der kanadischen Amateurliga Chinook Hockey League, ehe Brigley seine aktive Karriere im Anschluss an die Saison 2012/13 beendete.

## Karrierestatistik
(Legende zur Spielerstatistik: Sp oder GP = absolvierte Spiele; T oder G = erzielte Tore; V oder A = erzielte Assists; Pkt oder Pts = erzielte Scorerpunkte; SM oder PIM = erhaltene Strafminuten; +/− = Plus/Minus-Bilanz; PP = erzielte Überzahltore; SH = erzielte Unterzahltore; GW = erzielte Siegtore; 1 Play-downs/Relegation; Kursiv: Statistik nicht vollständig)